# Vincent Macaigne
Vincent Macaigne, né le 19 octobre 1978 dans le 14e arrondissement de Paris, est un acteur, metteur en scène, auteur de théâtre et réalisateur français.
Au théâtre, il crée l'événement au festival d'Avignon 2011 avec une adaptation de Hamlet intitulée Au moins j'aurai laissé un beau cadavre.
Au cinéma, il fait partie avec Guillaume Brac, Justine Triet, Yann Gonzalez, Djinn Carrenard, Thomas Salvador ou encore Antonin Peretjatko d'une jeune génération de cinéastes français mise en avant par les Cahiers du cinéma en avril 2013 et révélée au grand public lors du festival de Cannes 2013. En tant qu'acteur, il est aussi un trait d'union entre les cinéastes de cette génération,.

## Biographie

### Jeunesse et formation
Né en France d'un père français, commercial et d'une mère iranienne artiste peintre, Vincent Louis Macaigne découvre l'art dramatique au lycée en s'inscrivant dans une option théâtre en terminale : 

« Le boulot, c'était d'aller voir des spectacles et d'écrire dessus. J'ai eu la chance de voir des spectacles fous, d'aller un peu partout dans Paris — Les Amandiers, L'Odéon —, et puis de voir Castelucci, Marthaler, des metteurs en scène qui n'avaient pas l'esthétique que j'attendais du théâtre parce que pour moi, à l'époque, le théâtre, c'était un truc ultrachiant, ultravieux, ringard. »

Il entre ensuite au Conservatoire national supérieur d'art dramatique de Paris en 1999, où il suit notamment les cours de Joël Jouanneau, Catherine Marnas, Claude Buchwald et Muriel Mayette.

### Débuts
Pour sa pièce Requiem 3, montée pour la première fois en 2007 puis montée à nouveau au théâtre des Bouffes du Nord en 2011, Jean-Pierre Thibaudat sur Rue89 et Brigitte Salino dans Le Monde se sont enthousiasmés.
C'est avec la création d'Idiot ! en 2009, librement inspiré de L'Idiot de Dostoïevski, produite par la MC2 de Grenoble et le théâtre national de Chaillot, qu'il accède à la notoriété. Vincent Baudriller et Hortense Archambault le découvrent à cette occasion et lui confient un nouveau projet pour Avignon[réf. nécessaire]. La pièce sera recréée en 2014 sous le titre Idiot ! parce que nous aurions dû nous aimer.

### Carrière
Au festival d'Avignon en 2011, il met en scène une adaptation de Hamlet de William Shakespeare intitulée Au moins j'aurai laissé un beau cadavre,,.
Il passe à la réalisation en 2011 avec Ce qu'il restera de nous qui obtient le grand prix au festival international du court-métrage de Clermont-Ferrand en 2012,. Le film sort sur les écrans français le 29 février 2012,.
En 2012, il est artiste en résidence à la Ménagerie de verre à Paris. Dans le cadre du festival Étrange Cargo, il y présente un spectacle intitulé En manque, écrit à partir de Manque de Sarah Kane.
En 2013, il est à l'affiche de plusieurs films du jeune cinéma d'auteur français ; le journal britannique The Observer lui consacre à cette occasion un article qui le présente comme « le nouveau Gérard Depardieu », et une figure de proue du renouveau du cinéma français.

## Théâtre

### Comédien
- 2000 : Badier Grégoire d'Emmanuel Darley, mise en scène Michel Didym, Théâtre Ouvert
- 2003 : La Pensée d'après Leonid Andreïev, mise en scène Georges Gagneré, Théâtre national de Strasbourg
- 2004 : En enfer de Reza Baraheni, mise en scène Thierry Bédard, Festival d'Avignon
- 2004 : Le Fou d'Elsa de Louis Aragon, mise en scène Anne Torrès, Théâtre national de la Colline
- 2006 : Atteintes à sa vie de Martin Crimp, mise en scène Joël Jouanneau, Théâtre de la Cité internationale
- 2007 : Atteintes à sa vie de Martin Crimp, mise en scène Joël Jouanneau, MC2, Théâtre de la Cité internationale
- 2007 : La Thébaïde ou les frères ennemis de Racine, mise en scène Sandrine Lanno, Nouveau Théâtre de Montreuil, Théâtre de la Manufacture
- 2007 : Kliniken de Lars Norén, mise en scène Jean-Louis Martinelli, Théâtre Nanterre-Amandiers
- 2008 : Kliniken de Lars Norén, mise en scène Jean-Louis Martinelli, Théâtre Nanterre-Amandiers, Le Grand T, Théâtre national de Nice, MC2, Théâtre du Gymnase
- 2009 : Idiot ! d'après L'Idiot de Fiodor Dostoïevski, mise en scène Vincent Macaigne, Théâtre national de Chaillot, Théâtre national de Bretagne, CDDB-Théâtre de Lorient, CADO, MC2, CDN Thionville-Lorrainetournée
- 2010 : La Cerisaie d'Anton Tchekhov mise en scène Julie Brochen, Théâtre national de Strasbourg, Odéon-Théâtre de l'Europe
- 2012 : La Fausse Suivante de Marivaux, mise en scène Guillaume Vincent, Théâtre national de Bordeaux en Aquitaine
- 2014 : Idiot ! parce que nous aurions dû nous aimer[16], d'après L'Idiot de Fiodor Dostoïevski, mise en scène Vincent Macaigne, Théâtre Vidy-Lausanne[17], Théâtre de la Ville, Théâtre Nanterre-Amandiers

### Metteur en scène
- 2004 : Manque de Sarah Kane, Jeune Théâtre National
- 2006 : Requiem ou introduction à une journée sans héroïsme de Vincent Macaigne, Ferme du Buisson
- 2007 : Requiem 3, Festival Mettre en scène Théâtre national de Bretagne, 2008 : Maison des Arts de Créteil, 2011 : Théâtre des Bouffes du Nord[18],[5].
- 2009 : Idiot !, d'après L'Idiot de Fiodor Dostoïevski, Théâtre national de Chaillot, et tournée spectacle recréé[6] en 2014 sous le titre Idiot ! parce que nous aurions dû nous aimer
- 2009 : On aurait voulu pouvoir salir le sol, non ? de Vincent Macaigne, MC2
- 2011 : Au moins j'aurai laissé un beau cadavre de Vincent Macaigne d'après Hamlet de William Shakespeare, Festival d'Avignon, Théâtre national de Chaillot[7].
- 2012 : En Manque, création/laboratoire, Ménagerie de verre, Paris, Festival Étrange Cargo, avril 2012.
- 2014 : Idiot ! parce que nous aurions dû nous aimer[16], d'après L'Idiot de Fiodor Dostoïevski, mise en scène Vincent Macaigne, Théâtre Vidy-Lausanne[17], Théâtre de la Ville, Théâtre Nanterre-Amandiers « Re-création[6] » de sa pièce de 2009 Idiot !
- 2016 : En Manque[19], nouvelle création, mise en scène Vincent Macaigne, Théâtre Vidy-Lausanne
- 2017 : Je suis un pays et Voilà ce que jamais je ne te dirai[20], nouvelle création, mise en scène Vincent Macaigne, Théâtre Vidy-Lausanne
- 2023 : Avant la terreur[21], d'après Richard III de William Shakespeare, MC93

## Filmographie

### Acteur

#### Cinéma

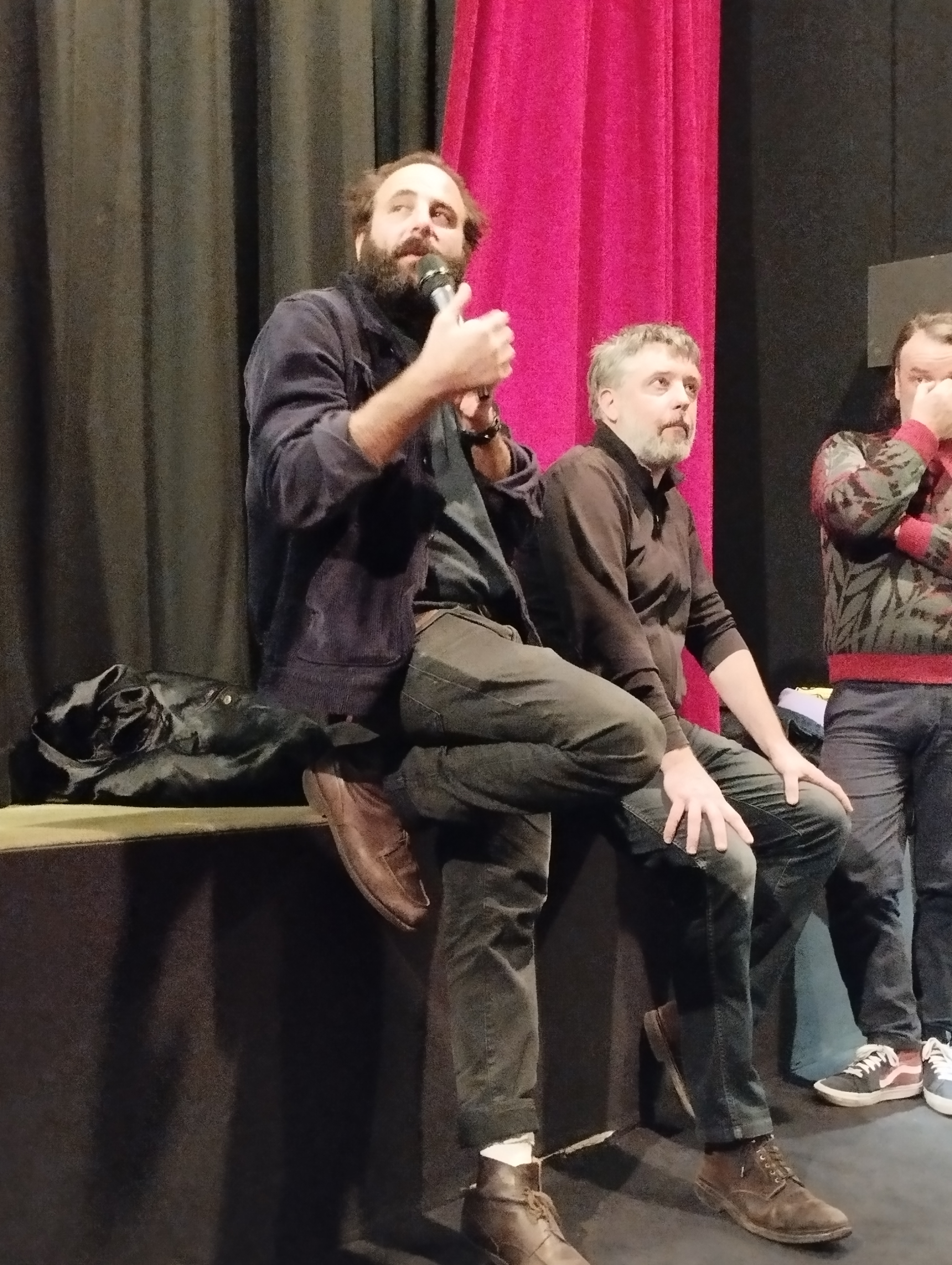
Vincent Macaigne présentant Pour le réconfort au Reflet Médicis, en décembre 2022.

##### Longs métrages
- 2001 : La Répétition de Catherine Corsini : Henri
- 2002 : Le Doux Amour des hommes de Jean Paul Civeyrac : le serveur
- 2004 : Quand je serai star de Patrick Mimouni : l'acteur
- 2007 : 24 Mesures de Jalil Lespert : l'interne
- 2008 : De la guerre de Bertrand Bonello
- 2011 : Un monde sans femmes de Guillaume Brac : Sylvain
- 2011 : Rives d'Armel Hostiou : un client mécontent
- 2011 : Un été brûlant de Philippe Garrel : Achille
- 2013 : Deux Automnes Trois Hivers de Sébastien Betbeder : Arman
- 2013 : La Bataille de Solférino de Justine Triet : Vincent
- 2013 : La Fille du 14 juillet d'Antonin Peretjatko : Pator
- 2013 : Tonnerre de Guillaume Brac : Maxime
- 2013 : Tristesse Club de Vincent Mariette : Bruno
- 2014 : Eden de Mia Hansen-Løve : David Blot
- 2015 : Une histoire américaine d'Armel Hostiou : Vincent
- 2015 : Les Deux Amis de Louis Garrel : Clément
- 2015 : Les Innocentes d'Anne Fontaine : Samuel
- 2016 : Des nouvelles de la planète Mars de Dominik Moll : Jérôme
- 2016 : La Loi de la jungle d'Antonin Peretjatko : Marc Châtaigne
- 2017 : Des plans sur la comète de Guilhem Amesland : Michel
- 2017 : Le Sens de la fête d'Éric Toledano et Olivier Nakache : Julien
- 2017 : Marvin ou la Belle Éducation d'Anne Fontaine : Abel Pinto
- 2018 : Chien de Samuel Benchetrit : Jacques Blanchot
- 2019 : Doubles Vies d'Olivier Assayas : Léonard
- 2019 : Blanche comme neige d'Anne Fontaine : Vincent
- 2019 : Fête de famille de Cédric Kahn : Romain
- 2020 : T'as pécho ? d'Adeline Picault : Poupinel
- 2020 : Les choses qu'on dit, les choses qu'on fait d'Emmanuel Mouret : François
- 2021 : Médecin de nuit d'Élie Wajeman : Mikaël
- 2021 : L'Origine du monde de Laurent Lafitte : Michel Verdoux
- 2021 : Cette musique ne joue pour personne de Samuel Benchetrit : Eric Lamb
- 2022 : En même temps de Benoit Delépine et Gustave Kervern : Pascal Molitor
- 2022 : Chronique d'une liaison passagère d'Emmanuel Mouret : Simon
- 2023 : Quand tu seras grand d'Andréa Bescond et Éric Métayer : Yannick
- 2023 : Un coup de maître de Rémi Bezançon : Arthur Forestier
- 2023 : Bonnard, Pierre et Marthe de Martin Provost : Pierre Bonnard
- 2024 : Hors du temps d'Olivier Assayas : Paul
- 2024 : Trois Amies d'Emmanuel Mouret : Victor
- 2024 : Maria de Pablo Larraín : docteur Fontainebleau
- 2025 : L'Affaire de l'esclave Furcy d'Abd al Malik : Lory
- 2025 : La Venue de l'avenir de Cédric Klapisch : Guy
- 2025 : La Poupée de Sophie Beaulieu : Rémi
- 2025 : Arco d'Ugo Bienvenu : Dougie (voix)

##### Courts métrages
- 2008 : Le Jour où Ségolène a gagné de Nicolas Pariser : le Belge
- 2009 : Le Naufragé de Guillaume Brac : Sylvain
- 2011 : Moonlight Lover de Guilhem Amesland[10] : Vincent
- 2011 : La Règle de trois de Louis Garrel : Vincent
- 2011 : I Am Your Man, Je suis ton mec de Keren Ben Rafaël : Bruno
- 2012 : Le Monde à l'envers de Sylvain Desclous : Thierry
- 2012 : Les Lézards de Vincent Mariette : Léon
- 2012 : Crazy Pink Limo de Joséphine de Meaux : l'ancien amoureux
- 2012 : À l'ombre du palmier de Bruno Veniard : le touriste
- 2012 : Kingston Avenue d'Armel Hostiou : Vincent
- 2013 : Arman hors saison de Sébastien Betbeder : Arman
- 2015 : Le Repas dominical (dessin animé) de Céline Devaux : Jean (voix)
- 2017 : Pour pas être seul de Théo Hoch : Vincent
- 2019 : Anna Vernor II de Eduardo Carretié : Raphaël Vernor
- 2021 : On n'est pas des animaux de Noé Debré : Arnaud
- 2023 : Dilemne, Dilemme de Jacky Goldberg : Fox
- 2023 : Intelligence de Jeanne Frenkel et Cosmé Castro : Pascal Rivière

#### Télévision
- 1998 : Jeanne et le Loup de Laurent Jaoui : Cyril
- 2008 : Écrire pour un chanteur, épisode Demain peut-être de Guilhem Amesland
- 2011 : Goldman de Christophe Blanc : Victor
- 2014 : Truffaut au présent: Couples d'Axelle Ropert
- 2014 : Truffaut au présent: Acteurs d'Axelle Ropert
- 2020 : La Flamme (série télévisée, Canal+) : Ludo
- 2022 : Irma Vep d'Olivier Assayas (HBO) : René Vidal
- 2022 : Le Flambeau : Les Aventuriers de Chupacabra (série télévisée, Canal+) : Magic Ludo
- 2023 : Alphonse de Nicolas Bedos (série Prime Vidéo) : Wildred

### Réalisateur
- 2011 : Ce qu'il restera de nous (court métrage)[22],[10]
- 2016 : Dom Juan et Sganarelle (téléfilm)
- 2017 : Pour le réconfort

## Publications
- Je suis un pays suivi de Voilà ce que jamais je ne te dirai, Actes Sud-Papiers

## Distinctions

### Récompenses
- Lutin du meilleur acteur 2012 pour Un monde sans femmes
- Festival international du court métrage de Clermont-Ferrand 2012 : Grand Prix , prix du jury et prix jeune public pour Ce qu'il restera de nous[10] et Prix de la presse Télérama pour Ce qu'il restera de nous[10]
- Festival international du film de Mar del Plata 2013 : Prix du meilleur acteur pour La Bataille de Solférino[23]
- Étoiles d'or du cinéma français 2014 : Meilleure révélation masculine pour La Bataille de Solférino[24]

### Nominations
- César 2013 : meilleur court-métrage pour Ce qu'il restera de nous
- César 2014 : meilleur espoir masculin pour La Fille du 14 juillet
- Molières 2015 : Molière du metteur en scène d'un spectacle du théâtre public pour Idiot ! parce que nous aurions dû nous aimer
- Lumières 2016 : meilleur acteur pour Les Deux Amis
- César 2018 : meilleur acteur dans un second rôle pour Le Sens de la fête
- César 2021 : meilleur acteur dans un second rôle pour Les choses qu'on dit, les choses qu'on fait
- César 2022 : meilleur acteur pour Médecin de nuit
- César 2023 : meilleur acteur pour Chronique d'une liaison passagère